# Christian Gottfried Ehrenberg

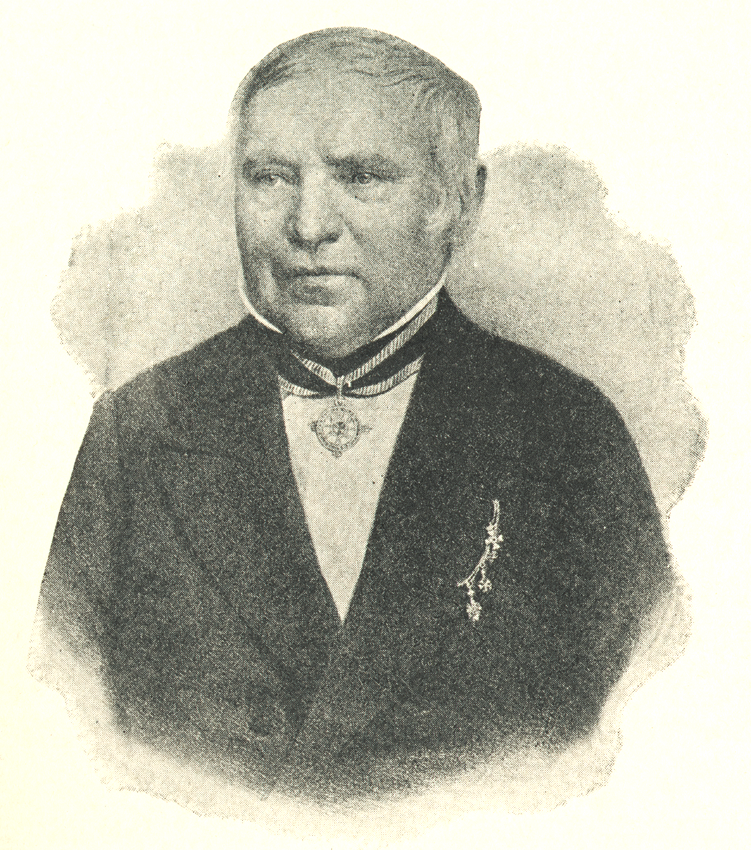
Ehrenberg

Christian Gottfried Ehrenberg (Delitzsch, 19 april 1795 – Berlijn, 27 juni 1876) was een Duits microbioloog, zoöloog en geoloog die bekend werd door een enorme productiviteit waarbij hij talloze nieuwe organismen ontdekte. Hij legde de grondslag voor de vakgebieden micropaleontologie en microbiologie.

## Biografie
Ehrenberg was de zoon van een rechter. Hij studeerde vanaf 1815 theologie aan de Theologische Faculteit van de Universiteit van Leipzig en vervolgens van 1817 tot 1818 medicijnen en natuurwetenschappen. In 1818 behaalde hij zijn doctorstitel met een proefschrift over schimmels (Sylvae mycologicae Berolinenses). Daarna nam hij deel aan een aantal kleine expedities. Hij was een vriend van Alexander von Humboldt .
Van 1820-1825 ondernam hij samen met Friedrich Wilhelm Hemprich een expeditie naar het Midden-Oosten. Hier verzamelden ze duizenden specimen van  planten en dieren. Ze verkenden delen van Egypte, Palestina, de Libische woestijn, de Nijlvallei en de noordkust van de Rode Zee. Tijdens een andere expeditie van 1825 tot in 1826 door Syrië, Saoedi-Arabië en het toenmalige Abessinië (Eritrea) overleed op 30 juni 1825 zijn vriend, collega-onderzoeker en reisgenoot Friedrich Wilhelm Hemprich aan koortsen. Na zijn terugkeer publiceerde Ehrenberg een reeks artikelen over insecten en koralen en een boek in twee delen waarin hij nieuw ontdekte soorten zoogdieren, vogels en insecten wetenschappelijk  beschreef.
In 1829 begeleidde hij Alexander von Humboldt en Gustav Rose op een expeditie door Rusland naar de Oeral en Siberië naar het Altajgebergte, waar ze tot aan de Chinese grens oprukten. 
Na zijn terugkeer van deze expeditie richtte Ehrenberg zich vooral op micro-organismen. Micro-organismen werden in  die tijd nog niet systematisch onderzocht. Gedurende de volgende 30 jaar onderzocht Ehrenberg talloze water-, rots- en sedimentmonsters op micro-organismen. Hij gebruikte de microscopen van de Berlijnse opticien Schieck, met wie hij ook nauw samenwerkte. Deze microscopen werden daarom de Ehrenbergmicroscopen genoemd. Ehrenberg beschreef duizenden nieuwe soorten, waaronder vandaag nog bekende organimsne zoals oogdiertjes (Euglena) en pantoffeldiertjes Paramecium caudatum en Paramecium aurelia.
Hij heeft ook bewezen dat het lichten van de zee wordt veroorzaakt door micro-organismen (dinoflagellaten). Tot zijn dood toe bleef hij bezig met de bestudering van micro-organismen.

## Werk
Zijn wetenschappelijke verzameling bevindt zich nu in het "Museum für Naturkunde" van de Humboldtuniversiteit in Berlijn. De "Ehrenbergcollectie" omvat 40.000 microscopische preparaten, 5.000 monsters, 3.000 tekeningen en bijna 1000 brieven. De Ehrenbergstraat in Berlijn-Dahlem, was het eerste adres van Albert Einstein, nadat hij was verhuisd naar Berlijn.
Ehrenberg was de eerste winnaar van de Leeuwenhoekmedaille in 1875. 

### Lijst van publicaties
- Aufbau von Bacillarien-Wänden. 1872.
- Gedächtnissrede auf Alexander von Humboldt. Oppenheim, Berlin 1870.
- Gedächtnissrede gehalten am 3. August 1856. Berlin 1856.
- Über die Stellung der Universitäten im Staate. Berlin 1856.
- Mikrogeologie. Voss, Leipzig 1854–56.
- Über die Formbeständigkeit und den Entwicklungskreis der Organischen Formen. Dümmler, Berlin 1852.
- Passat-Staub und Blut-Regen. Berlin 1849.
- Mittheilungen über den rothen Passatstaub und das dadurch bedingte Dunkelmeer der Araber. Reimer, Berlin 1848.
- Rede zur Feier des Leibnitzischen Jahrestages über Leibnitzens Methode, Verhältniss zur Natur, Forschung und Briefwechsel mit Leeuwenhoek. Voss, Leipzig, Berlin 1845.
- Verbreitung und Einfluss mikroskopischen Lebens in Süd- und Nord-Amerika. Berlin 1843.
- Über noch zahlreich jetzt lebende Thierarten der Kreidebildung. Berlin 1840.
- Die Bildung der europäischen, libyschen und arabischen Kreidefelsen und des Kreidemergels aus mikroskopischen Organismen. Berlin 1839.
- Mikroskopische Analyse des curländischen Meteorpapiers von 1686. Berlin 1839.
- Atlas über Infusionsthierchen. Voss, Leipzig 1838.
- Die Infusionsthierchen als vollkommene Organismen. Voss, Leipzig 1838.
- Die fossilen Infusorien und die lebendige Dammerde. Berlin 1837.
- Beobachtung einer auffallenden bisher unerkannten Structur des Seelenorgans bei Menschen und Thieren. Berlin 1836.
- Zusätze zur Erkenntnis grosser Organisationen im kleinen Raume. Berlin 1836.
- Das Leuchten des Meeres. Berlin 1835. (co: Bernhard Wienker)
- Organisation in der Richtung des kleinsten Raumes. Berlin 1834.
- Zur Erkenntniss der Organisation in der Richtung des kleinsten Raumes. Dümmler, Berlin 1832.
- Organisation, Systematik und geographisches Verhältniss der Infusionsthierchen. Berlin 1830.
- Symbolæ physicæ. Berlin 1828–45. (co: Friedrich Wilhelm Hemprich und Johann Christoph Klug)
- Die geographische Verbreitung der Infusionsthierchen in Nord-Africa und West-Asien. Berlin 1828.
- Naturgeschichtliche Reisen durch Nord-Afrika und West-Asien in den Jahren 1820 bis 1825 von Dr. W. F. Hemprich und Dr. C. G. Ehrenberg, Historischer Theil. Mittler, Berlin 1828.
- Reisen in Aegypten, Libyen, Nubien und Dongala. Mittler, Berlin, Posen, Bromberg 1828.
- Beitrag zur Characteristik der nordafrikanischen Wüsten. Schade, Berlin 1827.
- Sylvae mycologicae Berolinensis. Bruschcke, Berlin 1818.

## Bron
- Dit artikel of een eerdere versie ervan is een (gedeeltelijke) vertaling van het artikel Christian Gottfried Ehrenberg op de Duitstalige Wikipedia, dat onder de licentie Creative Commons Naamsvermelding/Gelijk delen valt. Zie de bewerkingsgeschiedenis aldaar.

- Bibsys: 1055104
- Bibliothèque nationale de France: cb12559186b (data)
- Author citation (botany): Ehrenb.
- CiNii: DA02179888
- Stuttgart Database of Scientific Illustrators 1450–1950: 1688
- Gemeinsame Normdatei: 118529250
- International Standard Name Identifier: 0000 0000 8153 985X
- Library of Congress Control Number: n86869610
- Nationale Bibliotheek van Tsjechië: nlk20000084900
- Nationale bibliotheek van Australië: 35784945
- Nationale Bibliotheek van Israël: 987007301637605171
- Nationale Bibliotheek van Polen: a0000003427824
- Nederlandse Thesaurus van Auteursnamen: 069944636
- Réseau des bibliothèques de Suisse occidentale: 02-A000056682
- Istituto Centrale per il Catalogo Unico: NAPV049068
- SNAC: w6ck0fmj
- Système universitaire de documentation: 067035558
- Museum of New Zealand Te Papa Tongarewa: 50728
- Trove: 1086478
- Virtual International Authority File: 73968174
- WorldCat: E39PBJpPy9Ptg97cWQ3xCQt7pP